# Médiář
Médiář je český zpravodajský web, který se zaměřuje na média a marketing.
Web vznikl v roce 2010 a vydávalo jej občanské sdružení Médiář.cz, které vedl bývalý redaktor Lidových novin Ondřej Aust, který zde působí jako šéfredaktor. V roce 2012 byl druhým nejčtenějším webem z oboru médií a marketingu na českém trhu. Od roku 2014 jej vydává společnost News Media, kterou vlastní napůl Aust a firma Global Marketing. Pořádá přehlídku mobilních aplikací AppParade.